# Lomtjärnen (Grangärde socken, Dalarna)
Lomtjärnen är en sjö i Ludvika kommun i Dalarna och ingår i Dalälvens huvudavrinningsområde.